# Lagisca lepida
Lagisca lepida är en ringmaskart som beskrevs av Ayrton Amaral och Nonato 1984. Lagisca lepida ingår i släktet Lagisca och familjen Polynoidae. Inga underarter finns listade i Catalogue of Life.